# Claude Scasso
Claude Scasso, né en 1962 à Saint-Denis, est un scénariste français de cinéma et de télévision. On lui doit notamment la série d'anticipation Transferts sur Arte et la série policière Caïn sur France 2.

## Biographie
Né le 19 avril 1962 à Saint-Denis, Claude Scasso est durant son enfance, de 1972 à 1975, membre de la Manécanterie des Petits Chanteurs à la Croix de Bois.
Fan de science-fiction, il initie dès l'adolescence ses propres fanzines. Tri-Solaires tout d'abord, puis Nirvana avec un numéro consacré au Dune de Jodorowsky. L'animation du Ciné-club de Bondy le rapproche du cinéma et il intègre un fanzine pour lequel il interviewe de nombreuses personnalités dont Sam Raimi, Stephen King, George A. Romero… Il devient ensuite journaliste à L'Écran Fantastique pour lequel il couvre entre autres les tournages de Phenomena et de 1984. Dans l'intervalle, il suit des études de cinéma à l'ESEC dont il sort diplômé en section scénario.
Après neuf ans de journalisme et comme lecteur de scénarios au sein de Canal+ et de StudioCanal il se consacre entièrement à l'écriture à partir de 1996. Il reviendra quelques années durant au journalisme en reprenant la rédaction en chef de La Gazette des Scénaristes sous son format carré.
Ses débuts de scénariste d'animation l'amènent à gérer une grande part de l'écriture des 52 épisodes de la série Princesse Sissi pour Saban International, à concevoir L'Odyssée pour Marathon et à écrire le long-métrage Pinocchio le robot.
En 2004, son premier téléfilm La Nourrice, réalisé par Renaud Bertrand avec Sophie Quinton et Marthe Keller, rencontre un grand succès lors de sa diffusion sur France 3. Dans ce film d'époque, il relate une page oubliée de l'histoire, celle des nourrices morvandelles qui abandonnaient leurs enfants pour venir allaiter les nourrissons des bourgeois parisiens au XIXe siècle. Primé à Luchon, ce film lui vaut le Prix Nouveau Talent Télévision de la SACD.
Il crée la série Les Tricheurs, initiée sur M6 et reprise par France 3, dans laquelle Pascal Légitimus, Sara Martins et Leïla Bekhti composent une famille d'arnaqueurs sur trois générations. Le pilote de la série, Le Tricheur à l'as de carreau, lui vaut le Prix du meilleur scénario au Festival de la fiction TV de Saint-Tropez.
Pour France 3, il crée et écrit la mini-série en huit épisodes Tombé du ciel avec Alexandre Brasseur, Chloé Lambert, Andrea Ferréol, Gérard Rinaldi, François Vincentelli… Dans un style de comédie à l'italienne, il y relate les aventures sentimentales et familiales d'un couple qui vient de se séparer quand il apprend qu'on lui accorde une adoption. Claude Scasso signe la même année un roman adapté de cette saga aux éditions Michel Lafon.
Au cinéma, il co-signe le premier film de Claus Drexel, Affaire de Famille avec André Dussollier, Miou-Miou et Hande Kodja. Un scénario à tiroirs où les trois points de vue successifs du père, de la mère et de la fille Guignebont éclairent des vérités différentes sur une affaire mêlant un vol dans un stade de foot, les meurtres de bandits voulant récupérer le magot et la curieuse enquête d'un inspecteur interprété par Eric Caravacca.
En 2009, le tournage de la comédie Vieilles Canailles qu'il a écrit pour TF1 doit s'interrompre après un AVC de Pierre Mondy qui en tient le rôle principal aux côtés de Claude Brasseur et de Daniel Russo. Cet événement préfigure la longue maladie dont l'acteur ne se relèvera pas. Claude Scasso réécrit alors son scénario pour l'adapter à un nouveau tournage avec cette fois François Berléand, Claude Brasseur et Patrick Chesnais.
En 2014, Claude Scasso prend en charge l'écriture de la série Caïn dans laquelle Bruno Debrandt interprète le célèbre flic de Marseille qui évolue en fauteuil roulant. Il devient l'un des auteurs piliers de la série qu'il dirige et dont il co-écrit les arches narratives avec son créateur Bertrand Arthuys.
En 2017, il crée Transferts, série d'anticipation pour Arte. Les six épisodes suivent le réveil de Florian Bassot, après un long coma, dans le corps de Sylvain Bernard où son esprit a été transféré. La série s'attache à décrire une société où les trafiquants de transferts côtoient des policiers spécialisé dans la traque des transférés, une église aux ambitions politiques, des centres de rétention contestés… Réalisée par Olivier Guignard et Antoine Charreyron, la série est portée par Arieh Worthalter, Brune Renault, Pili Groyne et les participations de Thierry Frémont et d'Edith Scobb. Elle a reçu le Prix de la meilleure série et du meilleur interprète masculin (Arieh Worthalter) au 8e Festival Séries-Mania. Elle est depuis 2018 diffusée mondialement sur Netflix. Les droits d'adaptation, "format", pour les États-Unis ont été acquis par la société DreamWorks SKG.
En 2023, France 2 diffuse le téléfilm Une Confession réalisé par Hélène Fillières, qu'il adapte du roman noir éponyme de John Wainwright, nommé meilleur téléfilm aux Thriller TV Awards. Le casting est mené par Laurent Gerra, Catherine Frot et Antoine Duléry. Il renouvelle sa collaboration avec la réalisatrice et avec Laurent Gerra l'année suivante en signant pour la même chaîne le scénario original d'Un Père Idéal, également interprété par Eddy Mitchell et Rufus.

## Filmographie télévision
- 1995 : Léo et Léa (sitcom)
- 1996 : Princesse Sissi (série animation)
- 1998 : Achille Talon (série animation)
- 1998 : Manatea, les Perles du Pacifique (série télévisée)
- 1999 : Le Marsupilami (série animation)
- 1999  : Une femme d'honneur, épisode Un coupable idéal (série télévisée)
- 1999 : Allô la Terre, ici les Martin (série animation)
- 2000 : Kong (série animation)
- 2001 : Pigeon Boy (série animation)
- 2001 : L'Odyssée (série animation)
- 2002 : Cédric (série animation)
- 2003 : Les Tofou (série animation)
- 2004 : La Nourrice (téléfilm)
- 2005 : Élodie Bradford, épisode Un ami pour Élodie de Laurent Carcélès (série télévisée), + acteur : le balayeur
- 2006 : Tombé du ciel (mini-série)
- 2006 : Les Tricheurs , épisode pilote Le Tricheur à l'As de carreau
- 2007 : Les Tricheurs (série télévisée) (saison 1, annulée par M6)
- 2008 : Les Tricheurs (reprise de la série par France 3)
- 2010 : Vieilles Canailles (téléfilm)
- 2011 : Sherlock Yack (série animation)
- 2013 : L'homme de la situation, épisode 2, L'As du Palace
- 2014 : Caïn (série télévisée), saison 2, épisodes Suicide (+ acteur : le prêtre), Ornella, L'île, Mauvais Garçon
- 2015 : Caïn (série télévisée), saison 3, épisodes Coupables, Réalité, Le Fils de Caïn 1, Le Fils de Caïn 2 (et arche narrative de la saison)
- 2016 : Caïn (série télévisée), saison 4, épisodes Infiltrée 1, Infiltrée 2, La Traversée (et arche narrative de la saison)
- 2017 : Caïn (série télévisée), saison 5, épisodes Révision 1, Révision 2, Western (et arche narrative de la saison)
- 2017 : Transferts (série télévisée), + acteur : employé du Centre Omega
- 2018 : Caïn (série télévisée), saison 6, épisodes Témoin aveugle, Jardin secret, Les Fantômes du Passé (et arche narrative de la saison)
- 2019 : Caïn (série télévisée), saison 7, épisodes Origines 1, Origines 2 (et arche narrative de la saison)
- 2022 : Cassandre, saison 6, épisode La Forêt rouge
- 2023 : Une Confession (téléfilm)
- 2023 : Les Invisibles (série télévisée), saison 3, épisode Fleur
- 2024 : Un Père Idéal (téléfilm)

## Filmographie cinéma

### Acteur
- 1984 : Dortoir des grandes de Pierre Unia : le professeur
- 1985 : Outrage aux mœurs de Pierre Unia : le pharmacien

### Scénariste
- 1988 : Pourquoi les Martiens sont-ils verts ? (court-métrage)
- 2005 : Pinocchio le robot (film d'animation) de Daniel Robichaud
- 2006 : Les Irréductibles de Renaud Bertrand
- 2008 : Affaire de Famille de Claus Drexel

## Théâtre
- 1988 : Ils chantaient, nous chantons (C° Théatrix)
- 1990 : Mais où est donc passé Harpo ? d'après les Marx Brothers (C° Théatrix)
- 1994 : Le Jong'lueur (C° Toboggan Théâtre)
- 1996 : Luna Park (C° Toboggan Théâtre)
- 2001 : L'Apprenti Sorcier (C° Toboggan Théâtre)

## Récompenses
- En 1999, il obtient le Prix Spécial du jury au Grand Prix du Meilleur Scénariste pour Pinocchio le robot (aka Pinocchio 3000). Ce long-métrage recevra également en Espagne le Prix Goya du meilleur film d'animation en 2005.
- En 2002, le CNC lui attribue le Trophée du premier scénario pour La Voix du sang, coécrit avec Claus Drexel, film qui sort en salles en juin 2008 sous le titre Affaire de Famille.
- En 2003, il crée L'Odyssée qui est nommée meilleure série d'animation à la cérémonie des 7 d'or.
- En 2004, la SACD lui décerne le Prix Nouveau Talent Télévision.
- En 2004, son téléfilm La Nourrice reçoit le Grand Prix du Jury au Festival du film de télévision de Luchon et vaut à sa comédienne, Sophie Quinton, le prix du jeune espoir. Ce même téléfilm obtient le Prix du public au Festival de Zoom Igualada en Catalogne.
- En 2006, Claude Scasso obtient le Prix du Meilleur scénario au Festival de la fiction TV de Saint-Tropez pour le pilote des Tricheurs[15].
- En 2010, Vieilles Canailles obtient le Prix de la Meilleure Comédie au Festival de la fiction TV de La Rochelle 2010.
- En 2017, Transferts (série) obtient le Prix de la Meilleure Série et le Prix d'Interprétation masculine au 8e Festival Séries Mania. Son générique obtient la médaille de bronze aux prestigieux BassAwards.